# Numancia (F-83)
La Numancia (F-83) es una fragata de la Armada Española de la clase Santa María, tercera de la serie y para la que inicialmente se previó el nombre de Navarra, luego utilizado para la primera del segundo lote, la F-85. Posteriormente se cambió por el de Niña y finalmente se optó por honrar a la Fragata blindada Numancia.

## Antecedentes

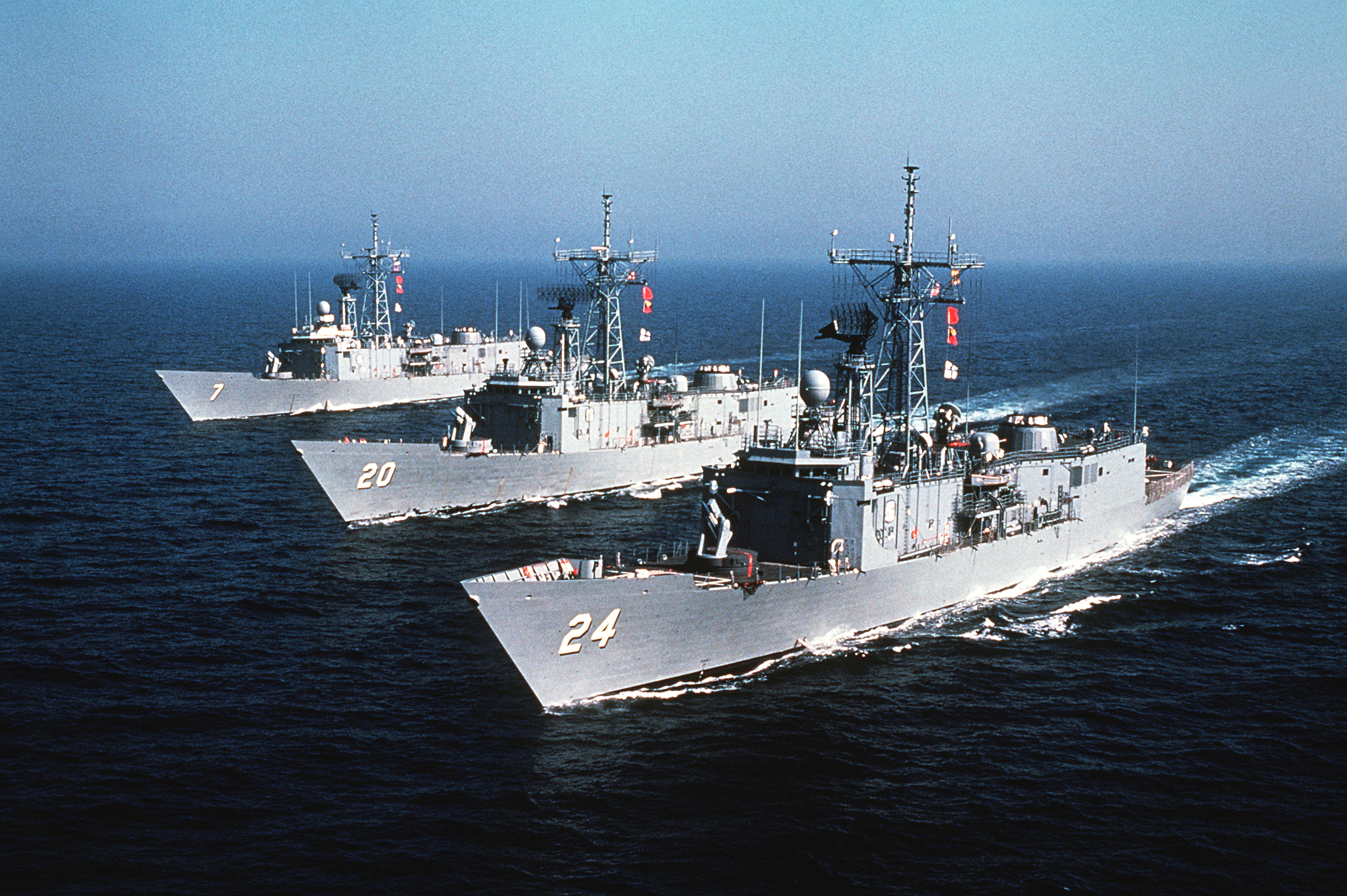
Tres fragatas estadounidenses de la clase Oliver Hazard Perry en la que se basó el diseño de la clase Santa María. Los buques son el USS Oliver Hazard Perry (FFG-7), el USS Antrim (FFG-20) y el USS Jack Williams (FFG-24). Imagen de 1982.

A finales de 1973 la Armada Española revisó el diseño del programa de construcciones para los años 1976 a 1983. Como resultado se decidió la construcción de cinco fragatas del tipo FFG7 (Fragata Lanzadora de Misiles), de diseño estadounidense, para efectuar misiones de escolta antisubmarina y antiaérea de corto alcance de Grupos Anfibios, de Aprovisionamiento y Portaaviones aeronaves. Posteriormente, por recortes presupuestarios, la primera serie quedó reducida a cuatro ejemplares, aunque a principios de los años 1990 se aprobó una ampliación con dos nuevas fragatas del mismo tipo. Tras los cambios surgidos, se remodeló el diseño original. Si bien en su mayor parte eran idénticas a primera vista, las nuevas fragatas "Navarra" y Canarias son dos fragatas de última generación distantes de los escoltas de los años 1970 a la que pertenecían las tres primeras. En ellas el porcentaje de tecnología española se elevó al 70% y el sistema de combate es totalmente autóctono. En la última de la serie, la Canarias, su construcción y desarrollo es la base del posterior programa F100. En esta, si bien de mayor tamaño, se puede ver el diseño original FFG7 y todo lo aprendido durante la consecución del programa.
Su estructura está basada en el diseño estadounidense de la clase Perry FFG7, es más ancha en el centro, con capacidad para mayor carga. Tiene estabilizadores de casco y un sistema RAST de recuperación de helicópteros. La principal diferencia respecto al tipo estadounidense es su polivalencia: las fragatas tipo FFG7 son escoltas antisubmarinos con poca capacidad antiaérea, mientras que los clase FFG8 españolas son buques con plena capacidad ASW ASUW y AAW. Los nombres que inicialmente portaba la primera serie, en una ampliación a las existentes en las fragatas Baleares (serie "knox"), León, Murcia y Navarra, cambian a Santa María, Pinta y Niña, para tener un último cambio en la botadura: F-81 Santa María, F-82 Victoria y F-83 Numancia (B.O.D. 262/84).
La orden de ejecución de la serie fue dada el 29 de junio de 1977, por el vicealmirante Director de Construcciones Navales Militares. La construcción de la Numancia comenzó el 13 de octubre de 1983, identificada con el n.º 174 de la E.N. BAZÁN, entrando en grada el 8 de enero de 1986 en el astillero ferrolano de La Coruña. La botadura se realizó el día 29 de enero de 1987, siendo su madrina Rocío González de la Madrid, esposa del almirante Fernando Nardiz Vial, siendo Capitán General de la Zona Marítima del Cantábrico el almirante Fernando Martín Ibarra.
Las pruebas de los equipos comenzaron en diciembre de 1987 y las de mar en septiembre de 1988, siendo entregada a la armada el 8 de noviembre de ese mismo año. La bandera de combate le fue entregada el 22 de abril de 1989 por el Ayuntamiento de Marín, provincia de Pontevedra, siendo madrina de la ceremonia María Luisa López Paz, esposa del alcalde José Manuel Pierres Martínez.

## Mejoras técnicas

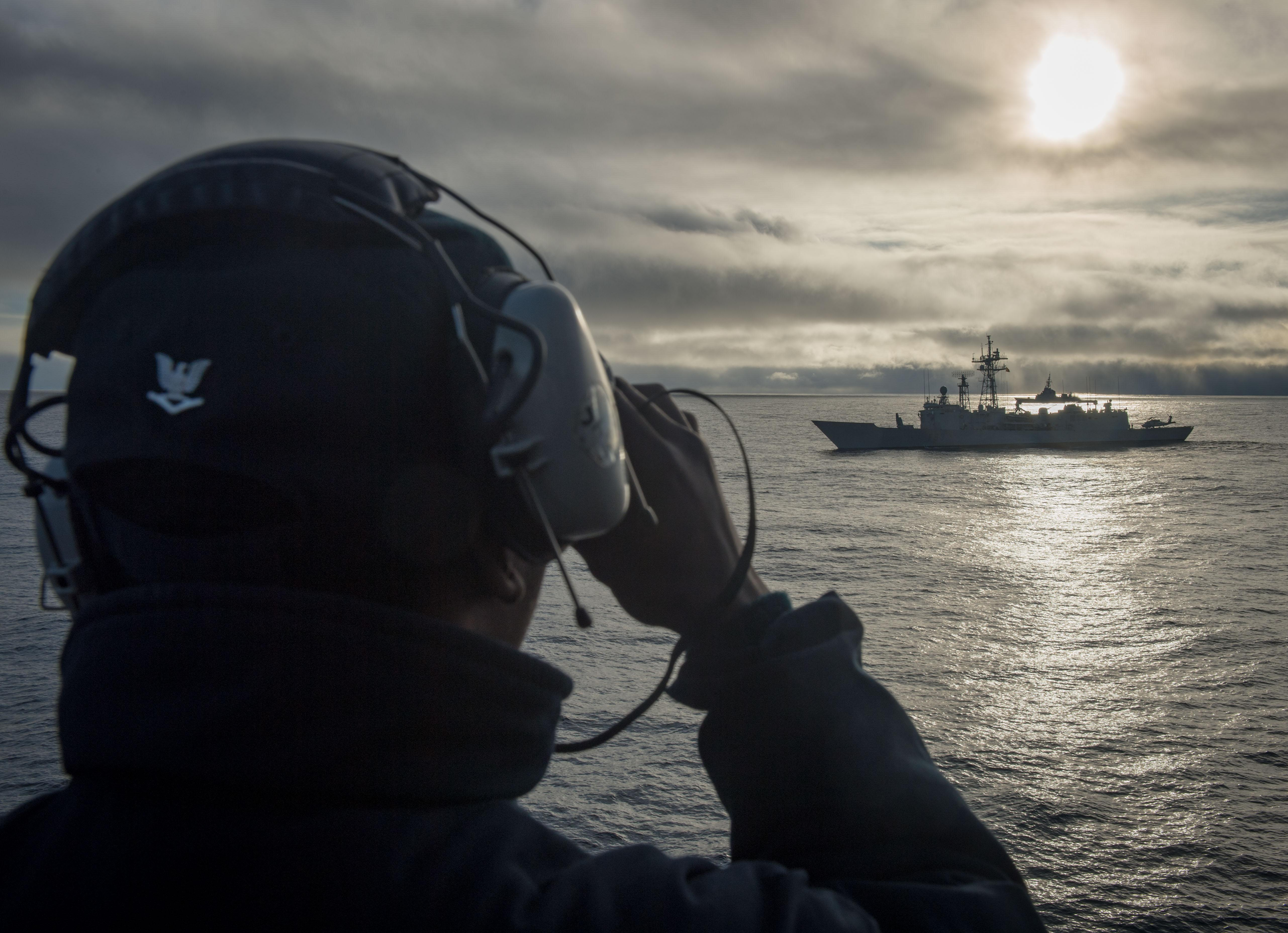
Un marinero estadounidense observa el Numancia desde el USS Ross (DDG 71) durante un ejercicio naval en 2018.

Desde entonces la fragata ha experimentado diversas mejoras técnicas y también accidentes. En 1992, sufrió una avería general en el eje de la turbina por lo que hubo de pasar casi seis meses en reparación y cambiar una turbina. Se le implementaron nuevos sistemas, como el GPS en 1996 y el contramedidas MK9000.
La mayor remodelación se efectuó en 1997, cuando por las nuevas necesidades que surgían en la integración de las fragatas en las flotas permanentes de la OTAN se remodela la estructura exterior e interior para alojar a un estado mayor. También se le añaden dos antenas para comunicación por satélite y se mejoran los sistemas de comunicaciones tácticas.
Entre 2005 y 2006 se abordó una modernización y mantenimiento completos durante unos 18 meses, que incluyó, entre otras muchas modificaciones, la retirada del TACTASS. La Numancia también ha servido de banco de pruebas para los sistemas que van a integrar las nuevas fragatas, tanto las dos últimas FFG8 como las nuevas FFG10.

## Historial de servicio
La nueva Numancia lleva su nombre en honor de la fragata blindada Numancia construida en el siglo XIX y que estuvo en servicio hasta principios del XX. El 20 de septiembre de 1867 terminó en Cádiz su vuelta al mundo. El nombre lo llevaba en recuerdo de la gesta de los habitantes íberos de Numancia, en la actual provincia de Soria, frente al invasor romano.
Con la idea de remodelar la obsoleta armada heredera del franquismo a finales de los años 1970, se crea un nuevo programa de construcción naval. Se decide con vistas a la integración en la OTAN, la construcción de escoltas antisubmarinos de gran capacidad antiaérea y un portaaeronaves que sustituyese al Dédalo. Se opta por el diseño FFG americano por ser el que mejor se adaptaba a las múltiples necesidades. El programa sufre numerosos recortes y de las cinco fragatas iniciales se construyen sólo cuatro. Posteriormente, en los años 1990, se construirán otras dos de diseño similar pero muy mejorado. La fragata recibió su nombre oficial en el BOD 262/84, la tercera fragata de la clase Santa María.
En marzo de 1989, finalizó su calificación operativa y pasó a integrarse en el Grupo A de la flota con base en Rota, formando parte de la 41.ª Escuadrilla de Escoltas. A partir de aquí comienza a participar en todo tipo de ejercicios y maniobras nacionales e internacionales. En un principio se integra en las flotas permanentes de la OTAN Stanvforlant y Stanavformed, aun no siendo su integración total en la estructura de las mismas por la no integración de España en la estructura militar de la Alianza.

### Años 90
Es en octubre de 1990 cuando tiene lugar la primera participación bélica de la fragata. Es enviada integrada en la TF Bravo, junto a las corbetas Infanta Cristina y Diana, a la zona del golfo Pérsico durante el embargo previo a la guerra del Golfo contra Irak. En los meses precedentes realizará numerosas operaciones de interdicción marítima bajo el amparo de las resoluciones de la ONU. En España, mientras, el revuelo en la opinión pública es importante: son los primeros militares españoles que toman parte en una operación bélica de este tipo desde la Guerra Civil. Es famoso el episodio del envío en la Navidad de ese año de un grupo de cantantes y actores - Olé Olé con Marta Sánchez, Raúl Sender - al más puro estilo USA, para entretener a los efectivos destacados. Con el inicio de las hostilidades, la Numancia participa activamente en los primeros asaltos aéreos sobre Irak, proporcionando cobertura a los grupos anfibios frente a las costas de Kuwait.
Tras su regreso del golfo Pérsico, una vez terminada la campaña, la Numancia es destinada de nuevo con la flota de la OTAN y efectúa la que es la primera visita de un buque de la armada a un puerto de la todavía Unión Soviética, concretamente a Sebastopol, en la península de Crimea, en agosto de 1991.
A finales de 1993, es enviada a participar en la Operación Sharp Guard, embargo impuesto a Yugoslavia, pero un fallo grave en los motores estando en el mar Adriático hace que tenga que volver a puerto para reparaciones de importancia que durarían hasta agosto de 1994, en que es enviada de nuevo al Adriático dentro de la Sharp Guard. Éste será el destino reiterado de la Numancia durante la operación de embargo a Yugoslavia y su guerra. Su labor consistió en labores de interdicción marítima y control del espacio aéreo litoral de Yugoslavia. Durante el periodo que duró hasta septiembre de 1995, se identificaron más de 1500 mercantes y se registraron por el personal del buque más de un centenar. Tras el fin de la guerra en Yugoslavia, la Numancia vuelve a integrarse a las flotas de la OTAN y a participar en diversos ejercicio multinacionales.

### SigloXXI

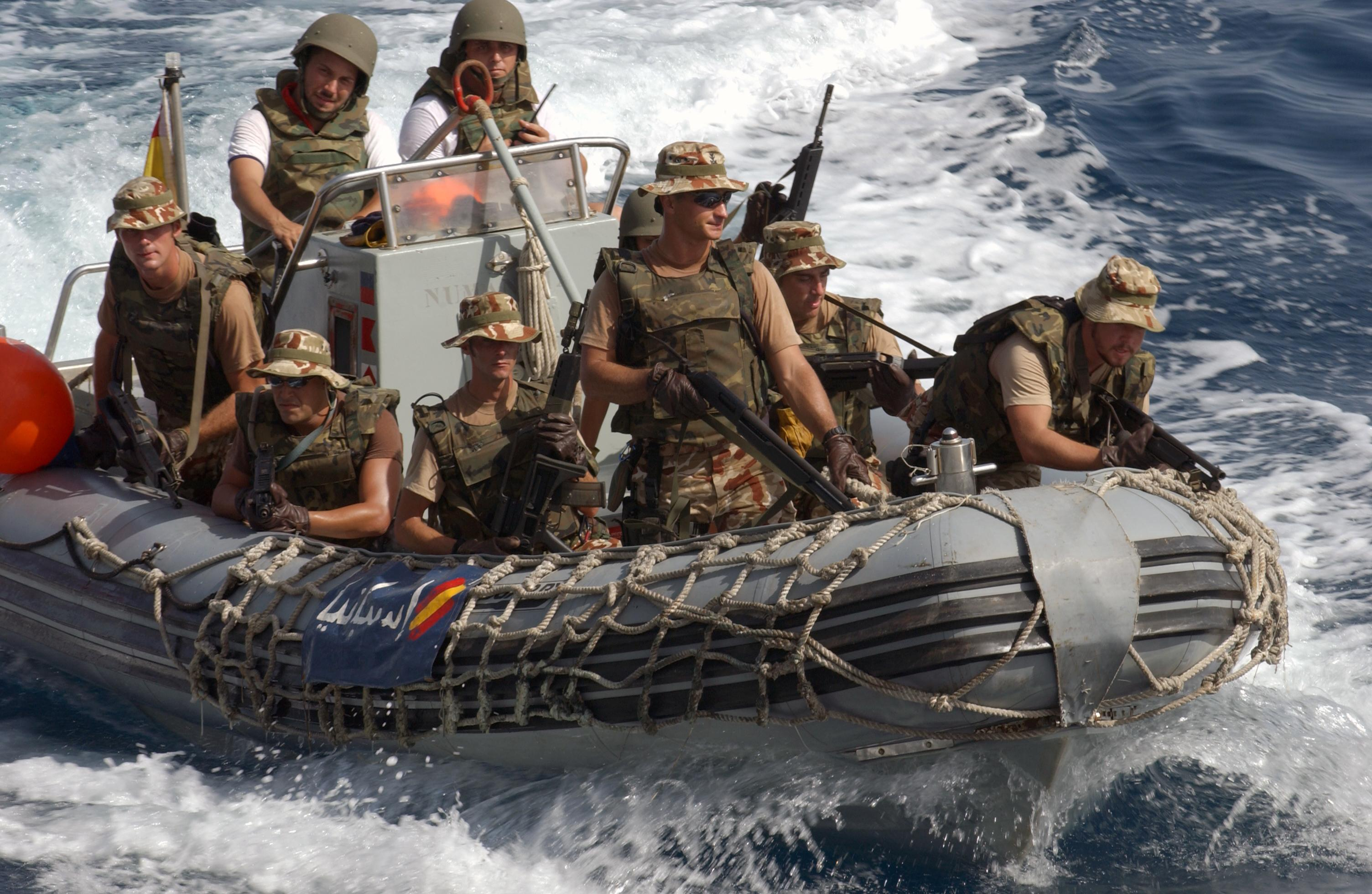
Infantes de marina de la fragata Numancia en el golfo de Omán en mayo de 2004.

Tras los atentados del 11 de septiembre de 2001, de acuerdo al artículo 5.º del tratado de la OTAN, la Numancia toma parte en la operación Libertad Duradera en aguas del océano Índico, junto con la Santa María y el Patiño. Tras pasar casi cinco meses navegando, la Numancia es relevada de su puesto en el Índico y regresa a Rota. Pero una vez allí, La Numancia junto con la Navarra fue enviada a aguas de Ceuta el 15 de julio de 2002 durante la crisis del islote de Perejil, aunque no fue necesario su concurso en la Operación Romeo-Sierra en julio de 2002. Participó también en misiones durante la guerra de Irak, en el océano Índico y en el marco de la OTAN en la lucha contra el terrorismo en el Mediterráneo y el estrecho de Gibraltar.
En 2008, junto con la Fragata Victoria y el LST Pizarro tomó parte en el Crucero Escuela Naval Militar 2008, encuadrado en los Planes de Estudio de la Escuela Naval Militar. En el transcurso de las cuales, participó en las maniobras de la OTAN Swordfish 08 en aguas de Portugal junto a buques de Brasil, Marruecos, Reino Unido Portugal y Canadá. El 6 de abril de 2009, junto al Marqués de la Ensenada, substituyó en aguas de Somalia a la Victoria en la operación internacional contra la piratería en aquellas aguas, donde el 10 de abril de 2009, se vio obligada a repeler con fuego de advertencia el ataque de un esquife contra el buque de cruceros de bandera panameña MSC Lucía. Junto el Marqués de la Ensenada, retornó a su base de Rota el 24 de agosto de 2009 tras ser relavados por la fragata Canarias Entre el 7 y el 8 de noviembre, participó junto con la Victoria en unos ejercicios antiaéreos en aguas del golfo de Cádiz, en la que ambas fragatas, realizaron disparos reales de misiles antiaéreos de alcance medio sobre blancos aéreos teledirigidos Chukar III
Entre el 28 y el 29 de marzo de 2010, participó en aguas del golfo de Cádiz en diversos ejercicios marineros, de defensa aérea y de superficie junto a los buques de la marina nacional francesa Charles de Gaulle, Cassard y Forbin y a los de la Marina Portuguesa Corte-Real, Bartolomeu Dias y Berrio Entre los días 14 y 25 de junio, participó en los ejercicios conjuntos MAES 2010 junto a la fragata marroquí de clase Floreal Mohammed V en aguas del golfo de Cádiz. Entre el 17 y el 22 de junio de 2012, participó en aguas de Rota junto al Galicia y al Juan Carlos I en el ejercicio anfibio MARFIBEX. El viernes 22 de marzo de 2013, zarpó desde la base naval de Rota para incorporarse por segunda vez a la operación Atalanta de lucha contra la piratería en aguas de Somalia, en el transcurso de la cual, fue designada para evacuar a dos marinos procedentes del mercante MT Perla, que habían sufrido quemaduras en cara y manos al haberse declarado un incendio en su cámara de máquinas. Tras finalizar su participación en la operación Atalanta, retornó a la base naval de Rota el 21 de agosto de 2013.
En octubre de 2015 participó en los ejercicios multinacionales Trident Juncture 2015, que tuvieron lugar en España, Italia y Portugal.
El 18 de enero de 2016 zarpó desde su base para relevar a la Canarias en la fuerza naval de la Unión Europea destinada a la lucha contra el tráfico ilegal de seres humanos frente a las costas de Libia. El 27 de enero, rescató a 113 inmigrantes frente a las costas de Libia. A mediados de marzo, el número de rescatados por la Numancia ascendía a 350 personas. el 20 de marzo, junto a la fragata alemana Ludwigshafen (F-264) rescató a 650 persona, correspondiendole a la Numancia el rescate de 422 personas. El 28 de abril rescató a otras 116 personas frente a la costa de Libia.

### Puertos que tocó laNumancia
Ferrol, Marín, Rota, Cádiz, Cartagena, Alicante, Yibuti, Valencia, Barcelona, Palma de Mallorca, Mahón, Las Palmas, Ceuta, Melilla, Mascate,  Lisboa, Madeira, Marsella, Génova, La Spezia, Nápoles, Trieste, Ancona, Catania, Augusta, Bari, Nápoles, Venecia, Corfú, Heraclión, El Pireo, Varna, Constanza, Stavanger (Noruega)  Sebastopol, Puerto Saíd, El Cairo, Dubái, Baréin, Mombasa, Dar es Salaam, Brest, Ámsterdam, Rosyth, Victoria (Seychelles), Portsmouth..., algunos de Sudamérica y las aguas de Islandia, entre otros.

### Buques de la clase
- Santa María
- Victoria
- Reina Sofía
- Navarra
- Canarias

### Buques similares
- Clase Oliver Hazard Perry
- Clase Adelaida
- Clase Cheng Kung